# Železniční trať Tel Aviv – Jeruzalém

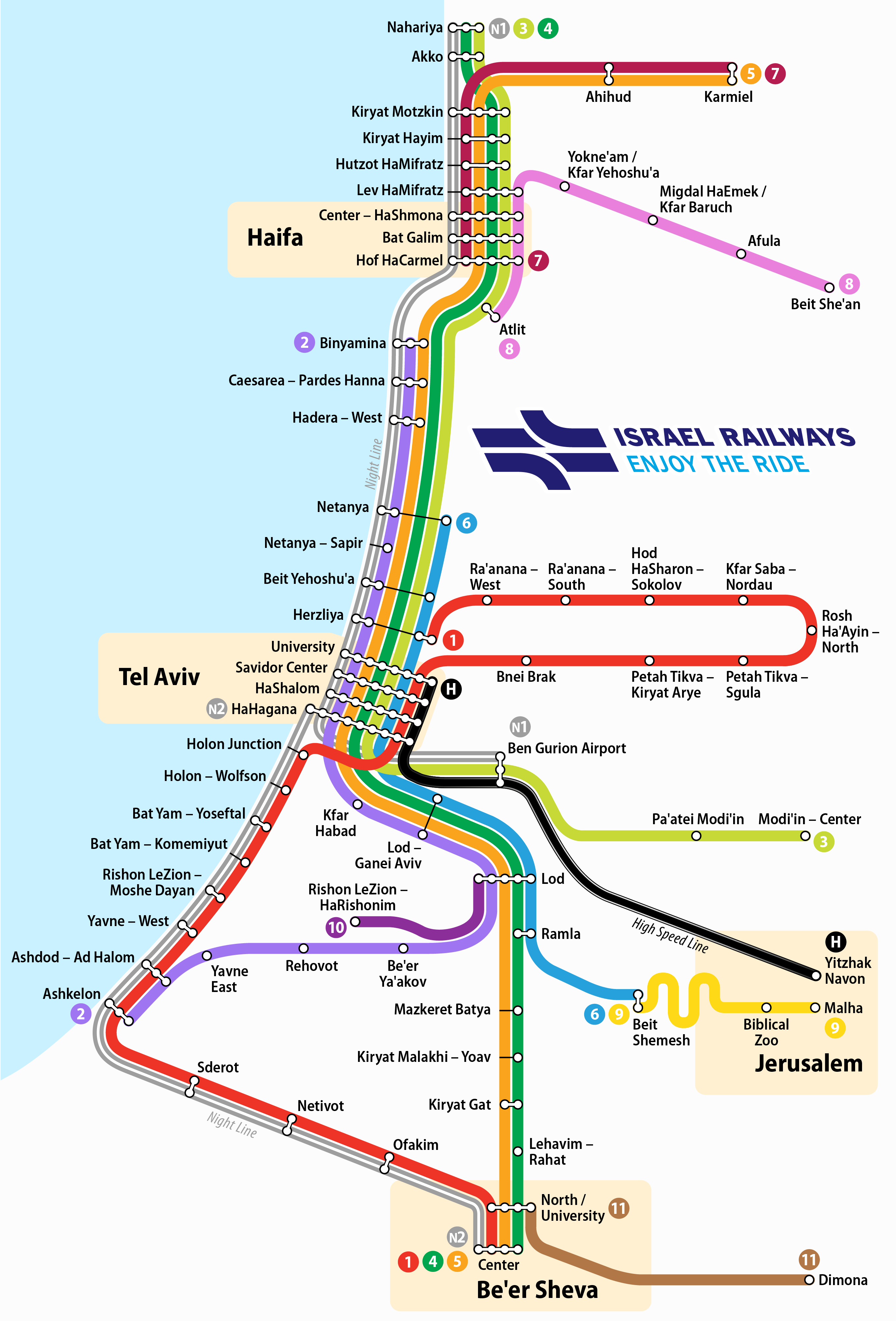
Schéma linkového vedení izraelských drah roku 2018, trať Tel Aviv – Jeruzalém tvoří krátkou žlutou linii a související dolní část světle modré linie.

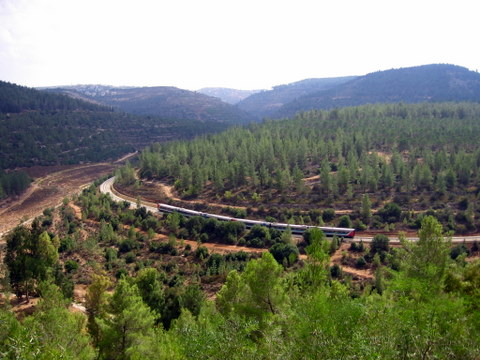
vlak na trati v Nachal Refa'im u Jeruzaléma

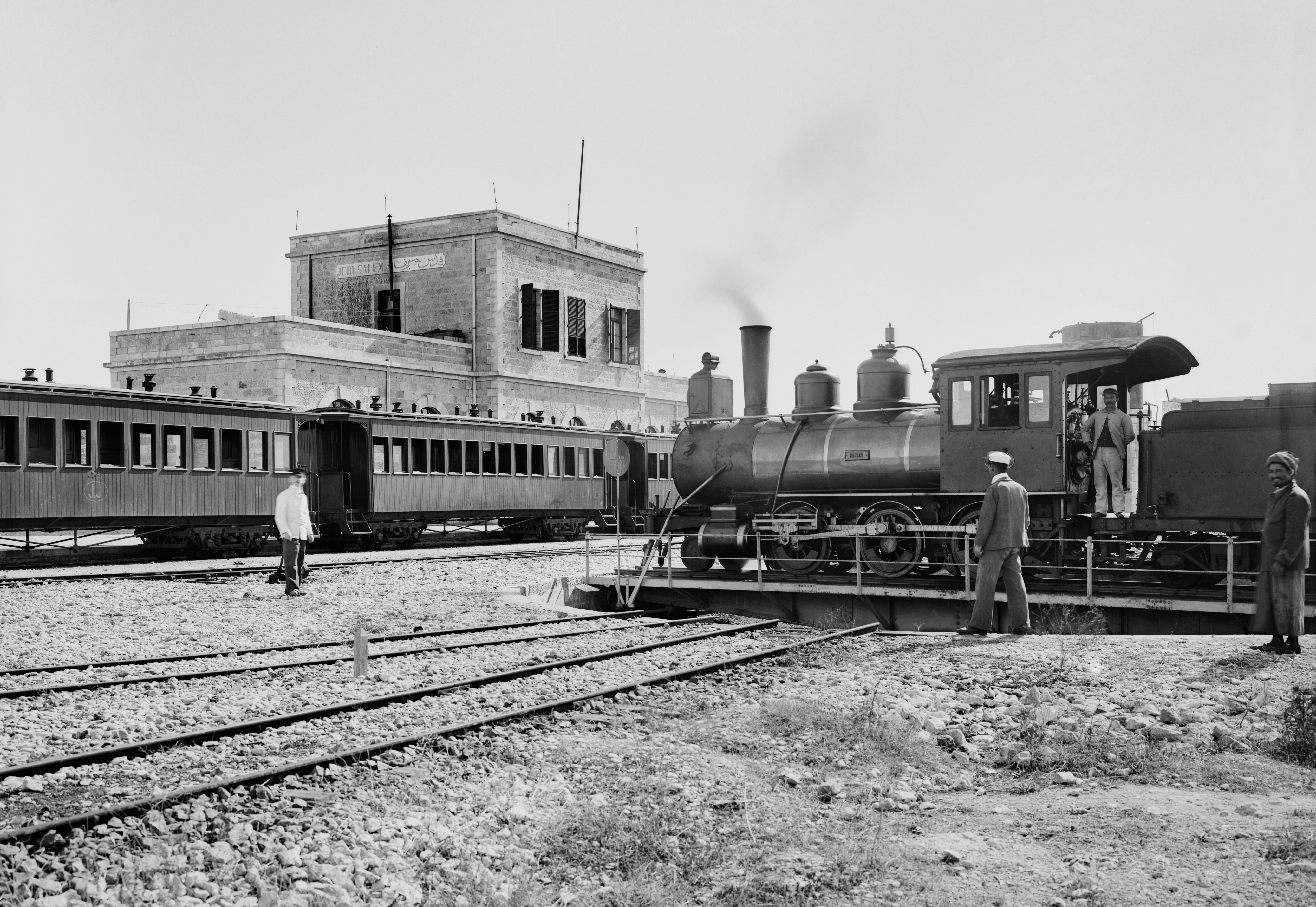
Původní nádraží v Jeruzalémě na snímku z doby okolo roku 1900

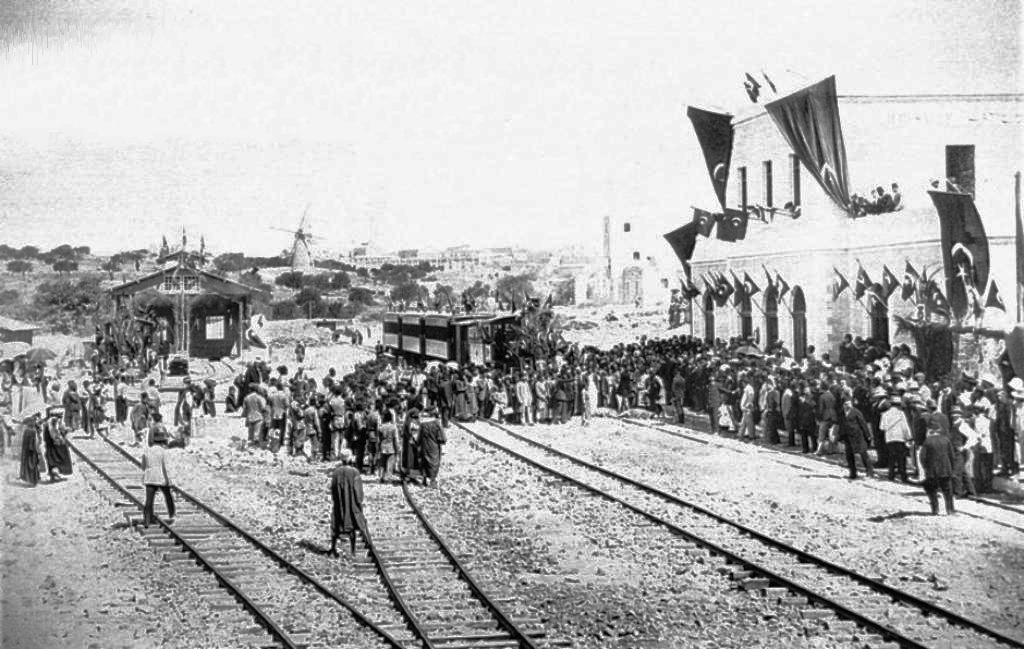
Příjezd prvního vlaku do Jeruzaléma roku 1892

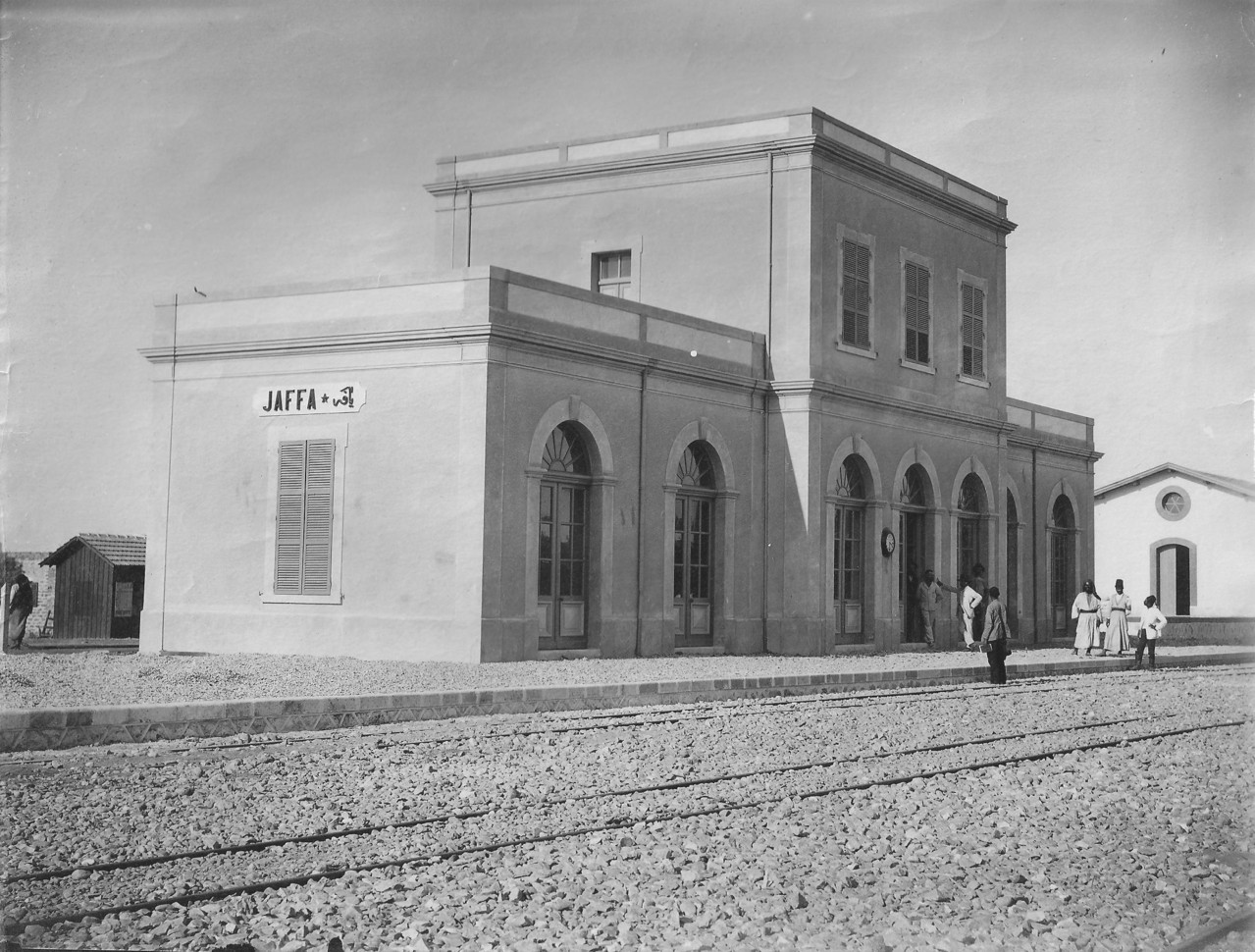
Původní nádraží v Jaffě na snímku z roku 1891

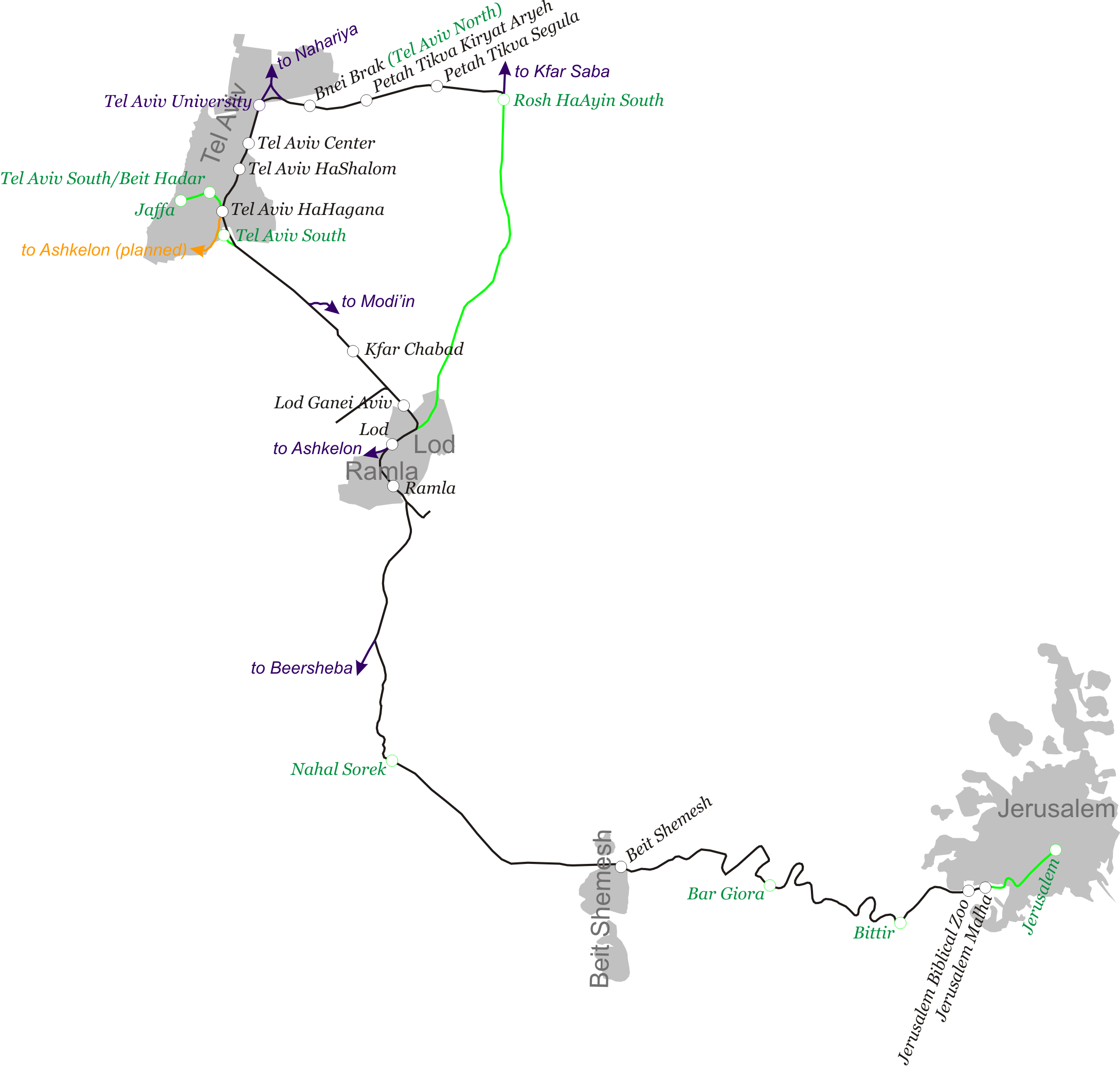
Mapa trati s vyznačením pozdějších změn a rozšíření

Železniční trať Tel Aviv – Jeruzalém, dříve železniční trať Jaffa–Jeruzalém, nebo jen železniční trať do Jeruzaléma (hebrejsky מסילת הרכבת לירושלים‎, mesilat ha-rakevet li-Jrušalajim, železniční trať do Jeruzaléma) je nejstarší železniční trať v Izraeli, která dříve začínala ve městě Jaffa a vedla do Jeruzaléma. Později byl úsek v Jaffě zrušen a trať je nyní vedena ze sousedního Tel Avivu.

## Dějiny
Myšlenku na výstavbu železniční trati v tehdejší osmanské Palestině navrhl již roku 1839 židovský filantrop Moses Montefiore. K realizaci ale došlo až koncem 19. století a to osmanskými úřady. V roce 1890 začalo pokládání kolejí a v roce 1892 dorazil do Jeruzaléma první vlak. Šlo o první železniční spojení Středozemního moře a vnitrozemí Palestiny. Trať začínala v Jaffě a vedla pobřežní nížinou a pak stoupala do Judských hor s využitím údolí místních toků Sorek a Nachal Refa'im. Měřila 82 kilometrů a zpočátku trvalo ujetí celé trasy 3 hodiny a 50 minut. Po první arabsko-izraelské válce v roce 1948 byl výchozí bod trati přenesen do Tel Avivu. V 90. letech 20. století byla trať zaústěna do nového vlakového koridoru (Ajalonská železniční trať) podél takzvané Ajalonské dálnice (dálnice číslo 20) v Tel Avivu a napojena na další železniční tratě. Kvůli dlouhé trase a omezenému rozvoji byla trať postupně během 2. poloviny 20. století vytlačována z trhu rychlejší autobusovou přepravou a měla spíše omezené a turistické využití. V letech 1998–2005 byla zcela uzavřena z důvodů celkové rekonstrukce, po jejímž skončení byla ale opět otevřena. V roce 2007 zároveň začal provoz na nové železniční trati Tel Aviv – Modi'in, která je součástí nově budovaného vysokorychlostního železničního spojení Tel Avivu s Jeruzalémem, vedeného severní trasou, přes Ben Gurionovo mezinárodní letiště.

## Seznam stanic
V současnosti jsou na železniční trati Tel Aviv-Jeruzalém následující stanice:
- železniční stanice Tel Aviv Savidor merkaz
- železniční stanice Tel Aviv ha-Šalom
- železniční stanice Tel Aviv ha-Hagana
  - odbočuje železniční trať Tel Aviv – Bnej Darom
- železniční stanice Kfar Chabad
- železniční stanice Lod Ganej Aviv
- železniční stanice Lod
- železniční stanice Ramla
- železniční stanice Bejt Šemeš
- železniční stanice Gan ha-chajot ha-tanachi
- železniční stanice Jerušalajim Malcha

### Zrušené stanice
- železniční stanice Jafo (původní výchozí stanice, zrušena roku 1948)
- železniční stanice Tel Aviv darom (zrušena roku 1970, přemístěna a zrušena roku 1993)
- železniční stanice Ajn Sadžid (u zaniklé arabské vesnice Sadžid, zrušena roku 1948)
- železniční stanice Nachal Sorek, dříve Vádí Surár (u zaniklé arabské vesnice Kazaza)
- železniční stanice Dajr aš-Šajch nazývána též železniční stanice Bar Giora (u zaniklé arabské vesnice Dajr aš-Šajch)
- železniční stanice Battir (u arabské vesnice Battir, zrušena roku 1948)
- železniční stanice Jerušalajim (původní konečná stanice, neobnovena po roce 1998)

## Linkové vedení
V Izraeli neexistuje pevné dělení na jednotlivé železniční tratě (historicky, geograficky a inženýrsky vymezené). Místo toho je zde preferován systém jednotlivých spojů (linek), které často vedou na větší vzdálenosti po několika historicky a geograficky odlišných traťových úsecích.
V rámci linkového vedení Izraelských drah k roku 2018 je trať Tel Aviv – Jeruzalém obsluhována dvěma samostatnými linkami. Úsek mezi Tel Avivem a Bejt Šemeš obsluhuje linka, jež začíná ve městě Netanja a prochází pak Tel Avivem a dále přes města Lod a Ramle do Bejt Šemeš.
- železniční stanice Netanja
- železniční stanice Bejt Jehošua
- železniční stanice Herzlija
- železniční stanice Telavivská univerzita
- železniční stanice Tel Aviv Savidor merkaz
- železniční stanice Tel Aviv ha-Šalom
- železniční stanice Tel Aviv ha-Hagana
- železniční stanice Kfar Chabad
- železniční stanice Lod Ganej Aviv
- železniční stanice Lod
- železniční stanice Ramla
- železniční stanice Bejt Šemeš

Zde je nutný přestup a zbylý krátký úsek z Bejt Šemeš do Jeruzaléma projíždí kratší spoj.
- železniční stanice Bejt Šemeš
- železniční stanice Gan ha-chajot ha-tanachi
- železniční stanice Jerušalajim Malcha